# XXI Liceum Ogólnokształcące im. św. Stanisława Kostki w Lublinie
XXI Liceum Ogólnokształcące im. św. Stanisława Kostki w Lublinie, potocznie zwane też Biskupiakiem – w latach 1923–1949 znane jako Wyższe Gimnazjum Biskupie Męskie. Od 1949 Niższe Seminarium Duchowne, zlikwidowane w 1962 roku. Reaktywowane w 1993 roku pod nazwą XXI Liceum Ogólnokształcącego im. św. Stanisława Kostki w Lublinie. Od 1999 roku do 2018 w budynku mieściło się także gimnazjum pod tą samą nazwą.

## Historia
Założone w 1923 roku z inicjatywy biskupa Mariana Leona Fulmana jako prywatna średnia szkoła katolicka dla młodzieży męskiej. Szkoła początkowo znajdowała się w budynku Seminarium Duchownego przy ulicy Zamojskiej 6. Przeniesiona później na ulicę Krzywą na terenie placu kościelnego, gdzie 30 czerwca 1927 roku poświęcono kamień węgielny pod budowę nowej szkoły. Działalność rozpoczęła w 1934 roku. Pierwszym dyrektorem szkoły został ks. Zenon Kwiek, rektor seminarium duchownego, a w 1925 obowiązki dyrektora szkoły przejął ks. Kazimierz Dąbrowski. Zaraz po nim w tym samym roku stanowisko to objął ks. Antoni Poboży. Jednak najbardziej znanym dyrektorem lubelskiego Gimnazjum Biskupiego był bł. ks. Kazimierz Gostyński, który przyczynił się m.in. do ukończenia budowy budynku szkoły. Po krótkim czasie w 1935 roku został ostatecznie odwołany na własną prośbę, a jego miejsce zajął ks. Michał Słowikowski.
W 1939 roku Niemcy aresztowali dyrektora i nauczycieli, a szkołę zamienili w koszary oraz szpital wojskowy.
„Biskupiak” wznowił działalność we wrześniu 1944 roku przy ulicy Ogrodowej 12, a wiosną 1945 otrzymał 5 pomieszczeń w dawnym gmachu. Dzięki interwencji biskupa lubelskiego Stefana Wyszyńskiego odzyskał połowę ostatniego piętra i strych. Mimo trudności, represji i zniszczeń wojennych chętnych uczniów przybywało z roku na rok.
W 1949 roku za zgodą Ministra Oświaty „Biskupiak” przyjmuje tytuł Niższego Seminarium Duchownego. W latach 1949–1950 liczy 220 uczniów, a w 1951–1952 – 530.
Za czasów PRL-u szkołę (wtedy już Liceum Biskupie) nauczycieli i jej uczniów dotykały liczne represje komunistyczne, skutkiem których było odebranie przywileju wydawania świadectw maturalnych.
W czerwcu 1962 roku kurator chciał zamknąć Liceum Biskupie. Jednakże stykając się ze sprzeciwem Kościoła i rodziców zaniechał tych zamiarów, a szkołę uratowano. 24 lipca, pod nieobecność nauczycieli i rodziców, urzędnicy z kuratorium wraz z oddziałami milicji zajęli „Biskupiaka”. Pomimo protestów dyrektora, ks. Słowikowskiego, w budynku wymieniono zamki, a klucze przekazano dyrektorowi szkół pedagogicznych. Lubelskie Liceum Biskupie zostało ostatecznie zlikwidowane.
We wrześniu 1993 roku szkoła została reaktywowana za pośrednictwem abpa Bolesława Pylaka i wznowiła działalność po gruntownym remoncie, przyjmując statut szkoły katolickiej pod nazwą XXI Liceum Ogólnokształcącego im. św. Stanisława Kostki w Lublinie. Dyrektorem został ks. Krzysztof Kazimierz Targoński. Tym razem szkoła zaczęła przyjmować także dziewczęta.
Szkoła mieści się przy ul. ks. Michała Słowikowskiego. 2 września 2004 r. Rada Miasta Lublin, na cześć dawnego dyrektora liceum, zmieniła nazwę ul. Krzywej.
Na skutek reformy oświaty w 1999 roku w tym samym budynku utworzono w 2000 roku gimnazjum pod tą samą nazwą.
Przy szkole funkcjonuje także internat, w którym mieszka ok. 60 uczniów szkoły.
W latach 1999–2005 funkcję dyrektora pełnił ks. Krzysztof Kłysiak, a obecnym dyrektorem jest od czerwca 2012 ks. Grzegorz Strug. Funkcję zastępców sprawują mgr Grzegorz Niećko oraz mgr Paweł Putowski.

## Dyrektorzy
- ks. Zenon Kwiek (1923–1924)
- ks. Kazimierz Dąbrowski (1924–1926)[2]
- ks. Antoni Poboży (1926–1933)[3]
- bł. ks. Kazimierz Gostyński (1933–1935)[4]
- ks. Michał Słowikowski (1935–1962)[5]
- ks. kan. Krzysztof Targoński (1993–1999)[6]
- ks. Krzysztof Kłysiak (1999–2005)
- ks. Mirosław Zając (2005–2012)
- ks. Grzegorz Strug (od 2012)

## Znani wychowawcy
- ks. Zygfryd Berezecki (1937–1939) – pedagog, Sługa Boży
- ks. Feliks Taranek (1952–1962) – pedagog, Sługa Boży
- bp Edmund Ilcewicz – biskup pomocniczy diecezji lubelskiej (1969–1981)
- Emilia Józefacka – historyk, pedagog, działaczka ZWZ-AK, wykładowca KUL
- abp Bolesław Pylak (1951–1952) – arcybiskup lubelski (1992–1997)
- bp Henryk Strąkowski – biskup pomocniczy diecezji lubelskiej (1958–1965)

## Znani wychowankowie

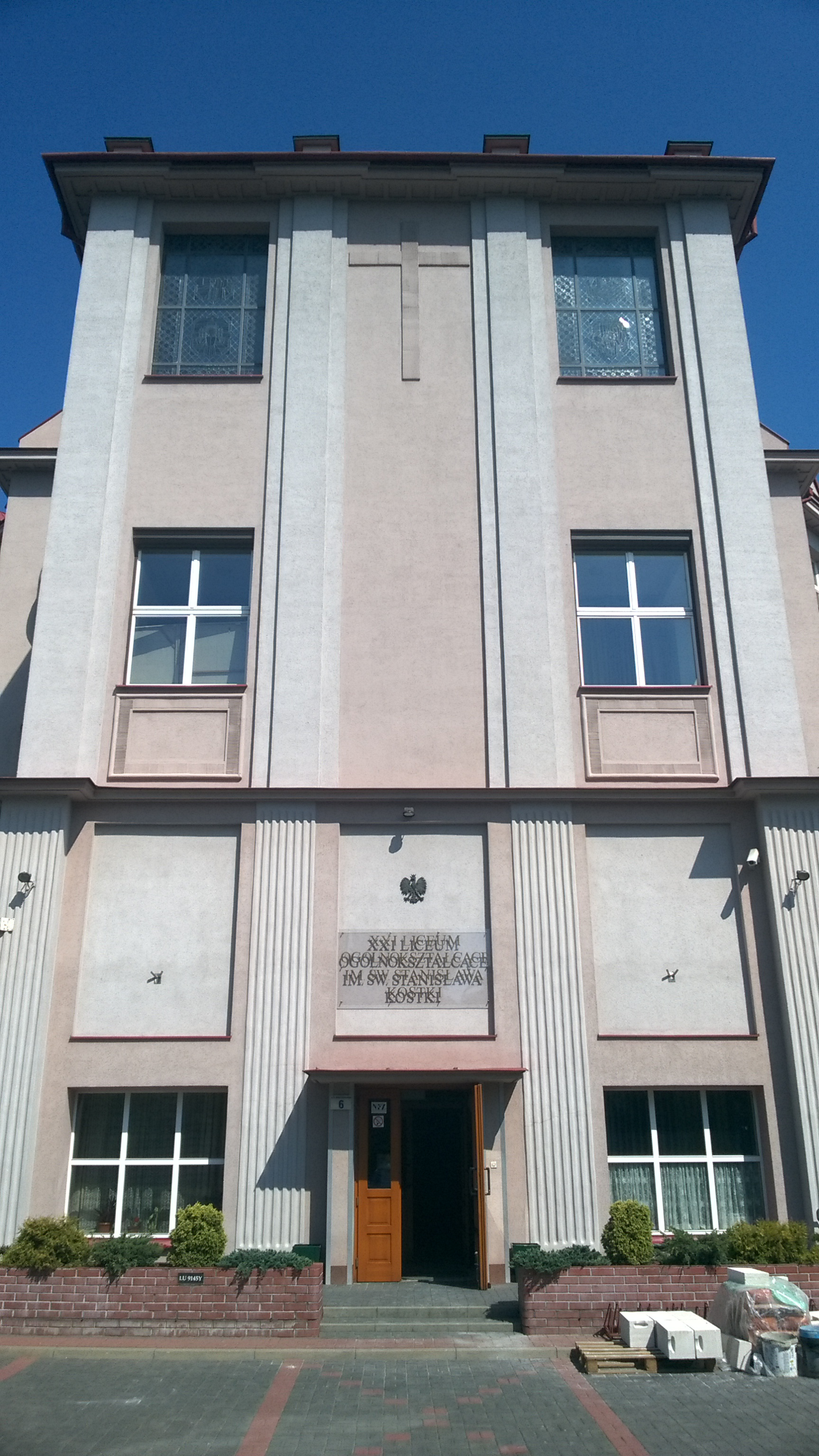
Wejście główne do szkoły

- bp Józef Drzazga – biskup warmiński (1972–1978)
- ks. Stanisław Zieliński – polski duchowny katolicki, działacz charytatywny
- ks. Czesław Bartnik (1947–1948) – publicysta „Naszego Dziennika”, profesor teologii
- abp Zygmunt Kamiński (1947–1950) – arcybiskup i metropolita szczecińsko-kamieński (1999–2009)
- bp Ryszard Karpiński (1949–1953) – biskup pomocniczy Archidiecezji Lubelskiej
- ks. Henryk Misztal (1950–1953) – profesor prawa kanonicznego
- o. Florian Jerzy Duchniewski (1950–1952) – kapucyn, historyk zakonów, wykładowca KUL, rektor WSD Kapucynów w Lublinie (1975–1976)
- Andrzej Czuma (1951–1955) – polityk, prawnik i historyk, minister sprawiedliwości w rządzie Donalda Tuska[7]
- bp Antoni Dydycz (1952–1954) – biskup drohiczyński (od 1994 - 2014)
- abp Stanisław Wielgus (1952–1956) – arcybiskup-senior warszawski (od 2007), były rektor KUL (1989–1998) i biskup płocki (1999–2007)
- Benedykt Czuma (1954–1958) – działacz opozycji politycznej w okresie PRL, współzałożyciel ZChN
- Marian Szczerbetka (absolwent 1961) – dyrygent Chóru „Fletnia Pana” Parafii Najświętszego Serca Jezusowego we Włodawie znanego z licznych wyróżnień
- bp Mieczysław Cisło – biskup pomocniczy Archidiecezji lubelskiej
- Marta Kwiecień (absolwentka 1999) – Miss Polonia 1999